# Sociedade Farmacêutica Lusitana
A Sociedade Farmacêutica Lusitana tinha inicialmente a denominação de Sociedade Farmacêutica de Lisboa e era uma associação profissional de cariz científico.
Foi criada no dia 24 de Julho de 1834 na botica do Hospital de São José sendo constituída por um grupo de farmacêuticos envolvidos na petição que originou a suspensão do Físico-mor.
A Ordem dos Farmacêuticos veio substituir a Sociedade Farmacêutica Lusitana como órgão regulador da profissão farmacêutica em Portugal.

## Presidentes
- José Cisneiros e Faria[3]
- Albino António Freire de Andrade[4]